# Einführungsphase
Die Einführungsphase (EPH) ist ein einjähriger Übergang von der Mittelstufe in die Gymnasiale Oberstufe. Wird das Abitur nach 13 Schuljahren(G9) abgelegt, handelt es sich bei der Einführungsphase um den 11. Jahrgang. Die beiden Schuljahre im Anschluss an die Einführungsphase werden an bundesdeutschen Gymnasien als Qualifikationsphase bezeichnet, weil nur die Leistungen („Qualifikationen“) der letzten beiden Schuljahre in die Abiturnote einfließen.
Den Schülerinnen und Schülern soll durch die Einführungsphase ein einfacherer Übergang von der klassengebundenen Sekundarstufe I in das Kurssystem der Sekundarstufe II ermöglicht werden, in welcher der Unterricht nicht in Klassengemeinschaften, sondern nach individuellen Stundenplänen stattfindet.
In der Einführungsphase besteht oft eine Mischform aus Unterricht im Klassenverband und in Kursen, insbesondere, wenn sie in der 10. Jahrgangsstufe liegt. Lediglich bestimmte Fächer können dann in Kursen gewählt werden. In einigen Bundesländern bestehen auch bereits Leistungskurse, um ihre Arbeitsweise kennenzulernen und unter Umständen noch einmal zu wechseln. Die Einführungsphase stellt im Fall von G8 eine Mischform aus Sekundarstufe I und II dar.
Liegt die Einführungsphase dagegen im 11. Jahrgang, wird oft die Benotung auch schon von der sechsstufigen Mittelstufenskala auf die 16 Stufen der Oberstufe umgestellt. Die Mittelstufe endet nach der 10. Klasse, so dass die Einführungsphase bei G9 vollständig der Sekundarstufe II zugeordnet ist.